# Велень-Поморський
Велень-Поморський (пол. Wieleń Pomorski) — село в Польщі, у гміні Хоцивель Старгардського повіту Західнопоморського воєводства.
Населення — 109 осіб (2011).
У 1975-1998 роках село належало до Щецинського воєводства.

## Демографія
Демографічна структура станом на 31 березня 2011 року:
|          | Загалом | Допрацездатний вік | Працездатний вік | Постпрацездатний вік |
| -------- | ------- | ------------------ | ---------------- | -------------------- |
| Чоловіки | 58      | 18                 | 37               | 3                    |
| Жінки    | 51      | 12                 | 25               | 14                   |
| Разом    | 109     | 30                 | 62               | 17                   |